# Daji Shan
Daji Shan (kinesiska: 大戢山) är en ö i Kina. Den ligger i provinsen Zhejiang, i den östra delen av landet, omkring 200 kilometer öster om provinshuvudstaden Hangzhou. Arean är 0,15 kvadratkilometer.